# Nectophrynoides
Genre
Synonymes
- Tornierobates Miranda-Ribeiro, 1926

Statut CITES
Nectophrynoides est un genre d'amphibiens de la famille des Bufonidae.

## Répartition
Les treize espèces de ce genre sont endémiques des montagnes de Tanzanie.

## Liste des espèces
Selon Amphibian Species of the World (2 fév. 2017) :
- Nectophrynoides asperginis Poynton, Howell, Clarke & Lovett, 1999
- Nectophrynoides cryptus Perret, 1971
- Nectophrynoides frontierei Menegon, Salvidio & Loader, 2004
- Nectophrynoides laevis Menegon, Salvidio & Loader, 2004
- Nectophrynoides laticeps Channing, Menegon, Salvidio & Akker, 2005
- Nectophrynoides minutus Perret, 1972
- Nectophrynoides paulae Menegon, Salvidio, Ngalason & Loader, 2007
- Nectophrynoides poyntoni Menegon, Salvidio & Loader, 2004
- Nectophrynoides pseudotornieri Menegon, Salvidio & Loader, 2004
- Nectophrynoides tornieri (Roux, 1906)
- Nectophrynoides vestergaardi Menegon, Salvidio & Loader, 2004
- Nectophrynoides viviparus (Tornier, 1905)
- Nectophrynoides wendyae Clarke, 1988

## Protection
Toutes les espèces découvertes avant 2004 sont inscrites à l'annexe I de la Cites contrôlant ainsi leur commercialisation.

## Publication originale
- Noble, 1926 : An analysis of the remarkable cases of distribution among the Amphibia, with descriptions of new genera. American Museum Novitates, no 212, p. 1-24 (texte intégral).